# Koperborstglansvogel
De koperborstglansvogel (Galbula pastazae) is een vogel uit de familie Galbulidae (glansvogels). De soortnaam pastazae verwijst naar de Pastaza rivier, een tak van de Amazone.

## Verspreiding en leefgebied
Deze soort komt voor van zuidelijk Colombia tot oostelijk Ecuador.

## Status
De grootte van de populatie wordt geschat op 42.000 volwassen vogels. Op de Rode lijst van de IUCN heeft deze soort de status niet bedreigd.